# 동평양대극장

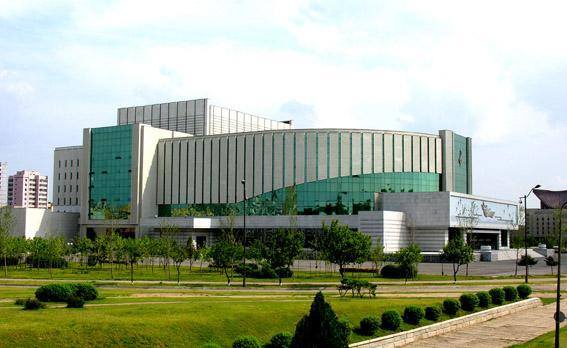
동평양 대극장

동평양대극장(東平壤大劇場, 영어: East Pyongyang Grand Theatre)은 조선민주주의인민공화국 평양직할시 대동강구역 문수거리에 위치한 극장으로 만수대예술단이 주로 사용하는 공연 무대이다.
1989년의 평양축전을 계기로 1989년 5월 18일 개관하였으며 부지면적 62,000m2, 연건축면적 45,300m2으로 현관 홀은 4층, 연습실 부분은 7층으로 구성되어 있다. 2007년 1월 새롭게 극장 현대화 작업이 완료되었는데 원래 관람석이 2,000석 규모이었지만 1,500석으로 여유 있게 개조되었다. 동평양대극장의 로비에는 높이 24m의 대형 그림 '울림폭포의 가을'이 걸려있는데 이 그림은 만수대 창작사의 30여 명 화가들이 2개월 남짓의 시간을 들여 완성한 것이라고 하며, 또한 2층에는 33m 길이의 대형 벽화 '삼지연 못가'가 그려져 있다.
2002년 9월 27일, 29일 두 차례에 걸쳐 남북 예술인들의 공연이 이곳에서 열렸는데 첫날은 평양 동백아가씨라는 제목으로 국민가수 이미자의 무대가, 그리고 둘째 날은  남측의 테너 임응균, 가수 최진희, 윤도현밴드, 이선희 그리고 북측의 공훈배우와 인민배우들이 함께 하는 오 통일 코리아 공연이  있었다. 2008년 2월 26일 미국의 관현악단인 뉴욕 필하모닉 공연이 동평양대극장에서 있었는데, 뉴욕필 준비팀의 요청에 따라 새로 음향설비를 추가 설치하고 무대구조 일부를 변경하는 공사가 진행되었다. 이 날 뉴욕필의 공연은 남북한뿐만 아니라 중국, 미국, 프랑스, 독일 등으로 생중계되었다.  또한 2018년 4월 1일에는 레드벨벳과 윤도현, 조용필을 비롯한 윤상 단장이 이끄는 대한민국 예술단도, 이곳에서 전격적으로 공연을 하였다.